# Station La Mothe-Saint-Héray
Station La Mothe-Saint-Héray is een spoorweghalte in de Franse gemeente Sainte-Eanne.